# Brachyhesma longicornis
Brachyhesma longicornis är en biart som beskrevs av Exley 1968. Brachyhesma longicornis ingår i släktet Brachyhesma och familjen korttungebin. Inga underarter finns listade.